# Joyce Kavuma
Joyce Kavuma, là một nữ luật sư và thẩm phán người Uganda ở Tòa án Tối cao Uganda. Bà được bổ nhiệm làm chủ tịch của tòa án Yoweri Museveni, vào ngày 8 tháng 2 năm 2018.

## Bối cảnh và giáo dục
Joyce Kavuma sinh ngày 18 tháng 10 năm 1974. Sau khi theo học các trường địa phương cho giáo dục tiểu học của mình, bà được nhận vào Mountag Mary's College Namagunga, nơi bà theo đuổi cả hai chương trình O-Level và A-Level.
Bà tốt nghiệp Khoa Luật Đại học Makerere, trường đại học công lập lớn nhất và lâu đời nhất của Uganda, với bằng Cử nhân Luật năm 1997. Năm sau, bà được Trung tâm Phát triển Luật tại Kampala, thủ đô của Uganda, trao chứng chỉ hành nghề luật sư. Bà có bằng Thạc sĩ Luật, chuyên về Kinh doanh quốc tế, lấy từ Đại học Uganda Christian, ở Mukono. Bà cũng có bằng Thạc sĩ Quản lý, lấy từ Viện Quản lý Uganda, ở Kampala.

## Nghề nghiệp
Kavuma bắt đầu sự nghiệp của mình vào năm 1999, với tư cách là một nhân viên pháp lý tại Phòng khám trợ giúp pháp lý tại Trung tâm phát triển pháp luật. Năm sau, bà được bổ nhiệm làm Thẩm phán hạng nhất, và được bổ nhiệm vào Tòa án Đường Buganda, ở Kampala.
Bà đã di chuyển khắp đất nước, phục vụ tại Mubende, và Mukono. Năm 2005, bà được bổ nhiệm làm trợ lý cá nhân cho Laeticia Mukasa Kikonyogo (1940 - 2017), vào thời điểm đó, làm Phó Chánh án Uganda, phục vụ trong vị trí này cho đến năm 2008.